# Phillip Pine
Phillip Pine (Hanford, 16 luglio 1920 – Las Vegas, 22 dicembre 2006) è stato un attore statunitense.
Ha recitato in oltre 30 film dal 1945 al 2005 ed è apparso in oltre 130 produzioni televisive dal 1952 al 1985. Nel corso della sua carriera, fu accreditato anche con i nomi Philip E. Pine, Philip Pine, Phillip E. Pine e Phil Pine.

## Biografia
Phillip Pine nacque a Hanford, in California, il 16 luglio 1920. Cominciò a lavorare come attore in teatro e nelle rappresentazioni teatrali sulle showboat, imbarcazioni dedite all'intrattenimento in viaggio lungo i fiumi Mississippi e Ohio. Debuttò al cinema a metà degli anni quaranta in alcune parti non accreditate e in televisione agli inizi degli anni cinquanta. Nei suoi primi ruoli interpretò soprattutto personaggi duri o cattivi.
Il suo ricco curriculum televisivo, in particolare, è composto da diverse interpretazioni di personaggi non regolari in serie televisive, tra cui John Wesley Hardin in due episodi della serie Le leggendarie imprese di Wyatt Earp dal 1955 al 1957 (più un altro episodio nel ruolo del dottor Carl McDowell nel 1958), Phil Krajac in un doppio episodio della serie Lotta senza quartiere nel 1961 e Rolf Kleinstook in due episodi della soap Santa Barbara nel 1985. Dagli anni cinquanta agli anni ottanta continuò a collezionare numerose presenze in decine di serie televisive come guest star o personaggio minore, anche con ruoli diversi in più di un episodio; da citare due episodi di Wire Service, due episodi di Peter Gunn, due episodi di Scacco matto, cinque episodi di Gli intoccabili, due episodi di Bonanza, tre episodi di Il fuggiasco, tre episodi di Hawaii Squadra Cinque Zero, quattro episodi di Ironside, sei episodi di Sulle strade della California, cinque episodi di Barnaby Jones, tre episodi di Lou Grant e tre episodi di Quincy. Prese parte anche ad un episodio della serie classica di Star Trek, intitolato nella versione in italiano Sfida all'ultimo sangue e trasmesso in prima televisiva nel 1969, e a due episodi della serie classica di Ai confini della realtà trasmessi nel 1960 e nel 1963.
Il grande schermo lo vide interprete di diversi personaggi tra cui quelli del sergente Tony nel film di guerra Nagasaki del 1951, Louis Barretti nel film di gangster L'impero dei gangster del 1952, Fiaschetti in Pioggia di piombo del 1954, Vince Burton in Il prezzo della paura del 1956, il sergente e radio operatore Riordan in Uomini in guerra del 1957, lo scienziato Joe Freed nel fantascientifico Salvate la Terra! del 1958, il dottor Ames in Un'idea per un delitto del 1965, George Logan in Alle donne piace ladro del 1966, lo scienziato Lee Craig nel futuristico Anno 2118: progetto X del 1968, Dean Hayden in Money to Burn del 1983 e Kudelski in Run If You Can del 1987.
L'ultimo suo ruolo per il piccolo schermo fu quello di Rolf Kleinstook per la soap opera Santa Barbara interpretato in un episodio trasmesso nel 1985 mentre per gli schermi cinematografici, se si esclude una piccola parte in un cortometraggio horror di quattro minuti del 2005 e un'altra in un cortometraggio di 23 minuti del 1989, l'ultimo ruolo che interpretò fu quello di Kudelski nel film Run If You Can. Diresse, produsse e scrisse alcuni film negli anni settanta e ottanta.
Morì a Las Vegas il 22 dicembre 2006.

## Filmografia

### Cinema
- The Sailor Takes a Wife, regia di Richard Whorf (1945)
- Strada senza nome (The Street with No Name), regia di William Keighley (1948)
- Ho ucciso Jess il bandito (I Shot Jesse James), regia di Samuel Fuller (1949)
- Stasera ho vinto anch'io (The Set-Up), regia di Robert Wise (1949)
- Luce rossa (Red Light), regia di Roy Del Ruth (1949)
- Bastogne (Battleground), regia di William A. Wellman (1949)
- Questo mio folle cuore (My Foolish Heart), regia di Mark Robson (1949)
- Due ore ancora (D.O.A.), regia di Rudolph Maté (1950)
- La leggenda dell'arciere di fuoco (The Flame and the Arrow), regia di Jacques Tourneur (1950)
- I due banditi (Under the Gun), regia di Ted Tetzlaff (1951)
- Insurance Investigator, regia di George Blair (1951)
- Nagasaki (The Wild Blue Yonder), regia di Allan Dwan (1951)
- L'impero dei gangster (Hoodlum Empire), regia di Joseph Kane (1952)
- Pioggia di piombo (Black Tuesday), regia di Hugo Fregonese (1954)
- The Phantom from 10,000 Leagues, regia di Dan Milner (1955)
- Il prezzo della paura (The Price of Fear), regia di Abner Biberman (1956)
- Uomini in guerra (Men in War), regia di Anthony Mann (1957)
- Desert Hell, regia di Charles Marquis Warren (1958)
- Salvate la Terra! (The Lost Missile), regia di Lester Vm. Berke e William Berke (1958)
- Assassinio per contratto (Murder by Contract), regia di Irving Lerner (1958)
- Il grande pescatore (The Big Fisherman), regia di Frank Borzage (1959)
- Un'idea per un delitto (Brainstorm), regia di William Conrad (1965)
- Alle donne piace ladro (Dead Heat on a Merry-Go-Round), regia di Bernard Girard (1966)
- Anno 2118: progetto X (Project X), regia di William Castle (1968)
- Jerryssimo! (Hook, Line and Sinker), regia di George Marshall (1969)
- The Cat Ate the Parakeet, regia di Philip Pine (1972)
- Glass Houses, regia di Alexander Singer (1972)
- Money to Burn, regia di Virginia L. Stone (1983)
- Run If You Can, regia di Virginia L. Stone (1987)
- Mergers & Acquisitions, regia di Remi Aubuchon (1989) - corto
- Creep, regia di Jon Clark (2005) - corto

### Televisione
- Rebound – serie TV, 2 episodi (1952)
- Danger – serie TV, un episodio (1952)
- Adventures of Superman – serie TV, 2 episodi (1952)
- Tales of Tomorrow – serie TV, 2 episodi (1952)
- The Fisher Family – serie TV, un episodio (1952)
- Joseph Schildkraut Presents – serie TV, un episodio (1953)
- I Led 3 Lives – serie TV, un episodio (1954)
- I segreti della metropoli (Big Town) – serie TV, un episodio (1954)
- Le leggendarie imprese di Wyatt Earp (The Life and Legend of Wyatt Earp) – serie TV, 3 episodi (1955-1958)
- Navy Log – serie TV, episodio 1x04 (1955)
- The Millionaire – serie TV, un episodio (1955)
- Crossroads – serie TV, episodi 1x08 (1955)
- Scienza e fantasia (Science Fiction Theatre) – serie TV, episodio 1x33 (1955)
- Crusader – serie TV, episodio 1x10 (1955)
- Wire Service – serie TV, episodio 1x10 (1956)
- The Lineup – serie TV, un episodio (1956)
- Studio 57 – serie TV, un episodio (1956)
- Jane Wyman Presents the Fireside Theatre – serie TV, 3 episodi (1957-1958)
- Gunsmoke - serie TV, episodio 2x33 (1957)
- I racconti del West (Zane Grey Theater) – serie TV, un episodio (1957)
- Peter Gunn – serie TV, episodi 1x09-2x14 (1958-1959)
- Le grandi fiabe (Shirley Temple's Storybook) – serie TV, 2 episodi (1958-1961)
- The Walter Winchell File – serie TV, un episodio (1958)
- The Court of Last Resort – serie TV, episodio 1x21 (1958)
- Man Without a Gun – serie TV, un episodio (1958)
- Meet McGraw – serie TV, un episodio (1958)
- The Frank Sinatra Show – serie TV, un episodio (1958)
- Alfred Hitchcock presenta (Alfred Hitchcock Presents) – serie TV, un episodio (1958)
- U.S. Marshal – serie TV, un episodio (1958)
- Carovane verso il West (Wagon Train) – serie TV, 3 episodi (1959-1960)
- Gli intoccabili (The Untouchables) – serie TV, 5 episodi (1959-1963)
- Bold Venture – serie TV, un episodio (1959)
- Man with a Camera – serie TV, episodio 1x13 (1959)
- Richard Diamond (Richard Diamond, Private Detective) – serie TV, un episodio (1959)
- Tales of Wells Fargo – serie TV, episodio 3x35 (1959)
- Have Gun - Will Travel – serie TV, episodio 2x39 (1959)
- Markham – serie TV, un episodio (1959)
- Border Patrol – serie TV, un episodio (1959)
- Ricercato vivo o morto (Wanted: Dead or Alive) – serie TV, episodio 2x04 (1959)
- Gli uomini della prateria (Rawhide) - serie TV, episodio 2x02 (1959)
- Johnny Ringo – serie TV, un episodio (1959)
- Wichita Town – serie TV, episodio 1x11 (1959)
- Scacco matto (Checkmate) – serie TV, 2 episodi (1960-1962)
- Ai confini della realtà (The Twilight Zone) – serie TV, 2 episodi (1960-1963)
- Johnny Midnight – serie TV, un episodio (1960)
- Laramie – serie TV, un episodio (1960)
- The Deputy – serie TV, un episodio (1960)
- Outlaws – serie TV, episodio 1x06 (1960)
- The Law and Mr. Jones – serie TV, un episodio (1960)
- La valle dell'oro (Klondike) – serie TV, episodio 1x08 (1960)
- Alcoa Presents: One Step Beyond – serie TV, un episodio (1960)
- Avventure in paradiso (Adventures in Paradise) – serie TV, episodio 2x20 (1961)
- The Case of the Dangerous Robin – serie TV, un episodio (1961)
- Lotta senza quartiere (Cain's Hundred) – serie TV, 2 episodi (1961)
- Ben Casey – serie TV, episodio 1x23 (1962)
- Hawaiian Eye – serie TV, episodio 3x35 (1962)
- Kraft Mystery Theater – serie TV, un episodio (1962)
- Bonanza – serie TV, 2 episodi (1963-1966)
- G.E. True – serie TV, episodio 1x15 (1963)
- Undicesima ora (The Eleventh Hour) – serie TV, un episodio (1963)
- Sam Benedict – serie TV, un episodio (1963)
- The Outer Limits – serie TV, un episodio (1963)
- Indirizzo permanente (77 Sunset Strip) – serie TV, episodio 6x08 (1963)
- The Crisis (Kraft Suspense Theatre) – serie TV, un episodio (1963)
- Perry Mason – serie TV, un episodio (1964)
- Combat! – serie TV, un episodio (1964)
- Il fuggiasco (The Fugitive) – serie TV, 3 episodi (1965-1966)
- Viaggio in fondo al mare (Voyage to the Bottom of the Sea) – serie TV, un episodio (1965)
- Selvaggio west (The Wild Wild West) - serie TV, episodio 1x07 (1965)
- Get Smart – serie TV, episodio 1x08 (1965)
- The Dick Van Dyke Show – serie TV, un episodio (1965)
- I giorni della nostra vita (Days of Our Lives) - soap opera (1965)
- I giorni di Bryan (Run for Your Life) - serie TV, episodio 1x19 (1966)
- Twelve O'Clock High – serie TV, un episodio (1966)
- Death Valley Days – serie TV, un episodio (1966)
- Mannix – serie TV, 4 episodi (1967-1974)
- Squadra speciale anticrimine (The Felony Squad) – serie TV, episodio 1x22 (1967)
- Gli invasori (The Invaders) – serie TV, un episodio (1967)
- Il virginiano (The Virginian) – serie TV, episodio 5x26 (1967)
- Hawaii Squadra Cinque Zero (Hawaii Five-O) – serie TV, 3 episodi (1968-1971)
- Ironside – serie TV, 4 episodi (1968-1974)
- Garrison Commando (Garrison's Gorillas) – serie TV, un episodio (1968)
- Lassie – serie TV, un episodio (1968)
- Missione impossibile (Mission: Impossible) – serie TV, un episodio (1968)
- The Outsider – serie TV, episodio 1x14 (1969)
- Al banco della difesa (Judd for the Defense) – serie TV, un episodio (1969)
- Il grande teatro del West (The Guns of Will Sonnett) – serie TV, un episodio (1969)
- Star Trek - serie TV, episodio 3x22 (1969)
- Reporter alla ribalta (The Name of the Game) – serie TV, un episodio (1969)
- Bracken's World – serie TV, un episodio (1969)
- Adam-12 – serie TV, un episodio (1969)
- Dove vai Bronson? (Then Came Bronson) – serie TV, un episodio (1970)
- San Francisco International Airport – serie TV, un episodio (1970)
- The Psychiatrist – serie TV, un episodio (1970)
- Room 222 – serie TV, un episodio (1971)
- I nuovi medici (The Bold Ones: The New Doctors) – serie TV, un episodio (1971)
- Deadly Dream – film TV (1971)
- Le strade di San Francisco (The Streets of San Francisco) – serie TV, 4 episodi (1972-1977)
- Sesto senso (The Sixth Sense) – serie TV, un episodio (1972)
- Detective anni '30 (Banyon) – serie TV, un episodio (1972)
- Squadra emergenza (Emergency!) – serie TV, 2 episodi (1973-1974)
- Barnaby Jones – serie TV, 5 episodi (1973-1980)
- The Invasion of Carol Enders – film TV (1973)
- Ghost Story – serie TV, un episodio (1973)
- Love Story – serie TV, un episodio (1973)
- Cry Rape – film TV (1973)
- Outrage – film TV (1973)
- Pepper Anderson agente speciale (Police Woman) – serie TV, 2 episodi (1974-1976)
- Sulle strade della California (Police Story) – serie TV, 6 episodi (1974-1976)
- Banacek – serie TV, un episodio (1974)
- Doc Elliot – serie TV, un episodio (1974)
- Harry O – serie TV, un episodio (1974)
- Get Christie Love! – serie TV, un episodio (1975)
- Cannon – serie TV, un episodio (1975)
- Barbary Coast – serie TV, un episodio (1976)
- Petrocelli – serie TV, un episodio (1976)
- A tutte le auto della polizia (The Rookies) – serie TV, un episodio (1976)
- Poliziotto di quartiere (The Blue Knight) – serie TV, un episodio (1976)
- S.W.A.T. – serie TV, un episodio (1976)
- Racconti della frontiera (The Quest) – serie TV, un episodio (1976)
- Baretta – serie TV, un episodio (1976)
- Lou Grant – serie TV, 3 episodi (1977-1981)
- Squadra Most Wanted (Most Wanted) – serie TV, un episodio (1977)
- Kojak – serie TV, un episodio (1977)
- Quincy (Quincy M.E.) – serie TV, 3 episodi (1978-1982)
- CHiPs – serie TV, un episodio (1978)
- The Clone Master – film TV (1978)
- Happy Days – serie TV, un episodio (1978)
- Stone – film TV (1979)
- La casa nella prateria (Little House on the Prairie) - serie TV, episodio 6x15 (1980)
- Sanford – serie TV, un episodio (1981)
- Hill Street giorno e notte (Hill Street Blues) – serie TV, un episodio (1984)
- Matt Houston – serie TV, un episodio (1985)
- Santa Barbara – soap opera, 2 puntate (1985)

### Regista
- Don't Just Lay There (1970)
- The Cat Ate the Parakeet (1972)
- Posse from Heaven (1975)

### Sceneggiatore
- Don't Just Lay There (1970)
- The Cat Ate the Parakeet (1972)
- Posse from Heaven (1975)
- Dark Sanity (1982)

### Produttore
- The Cat Ate the Parakeet (1972)
- Posse from Heaven (1975)

## Doppiatori italiani
Nelle versioni in italiano delle opere in cui ha recitato, Phillip Pine è stato doppiato da:
- Pino Locchi in L'impero dei gangster
- Valerio Ruggeri in Bronk
- Gigi Angelillo in Happy Days
- Mario Milita in La casa nella prateria